# میرزا باشیچ
 میرزا باشیچ (انگلیسی: Mirza Bašić؛ زادهٔ ۱۲ ژوئیهٔ ۱۹۹۱) یک تنیس‌باز اهل بوسنی و هرزگوین است.